# معاملة المثليين في الصحراء الغربية

الصحراء الغربية

حقوق المثليين والمثليات ومزدوجي التوجه الجنسي والمتحولين جنسياً (اختصاراً: LGBT) في الصحراء الغربية، وهي منطقة متنازع عليها، مشمولة في المقالات التالية:
- حقوق المثليين في المغرب - يسيطر المغرب على 80℅ من الصحراء الغربية
- حقوق المثليين في الجمهورية العربية الصحراوية الديمقراطية - والتي تسيطر على باقي الأراضي.